# Microrégion de Birigüi
 (février 2025).
Si vous disposez d'ouvrages ou d'articles de référence ou si vous connaissez des sites web de qualité traitant du thème abordé ici, merci de compléter l'article en donnant les références utiles à sa vérifiabilité et en les liant à la section « Notes et références ».
La microrégion de Birigüi est l'une des trois microrégions qui subdivisent la mésorégion d'Araçatuba de l'État de São Paulo au Brésil.
Elle comporte 18 municipalités qui regroupaient 250 376 habitants en 2006 pour une superficie totale de 4 509 km².

## Municipalités[1]
- Alto Alegre
- Avanhandava
- Barbosa
- Bilac
- Birigüi
- Braúna
- Brejo Alegre
- Buritama
- Clementina
- Coroados
- Gabriel Monteiro
- Glicério
- Lourdes
- Luiziânia
- Penápolis
- Piacatu
- Santópolis do Aguapeí
- Turiúba